# Tàu điện ngầm Istanbul
Tàu điện ngầm Istanbul (tiếng Thổ Nhĩ Kỳ: İstanbul metrosu) là một hệ thống đường rày điện tốc độ cao phục vụ Istanbul, Thổ Nhĩ Kỳ. Phần cũ nhất là tuyến M1, được hình thành năm 1989, hệ thống hiện có 65 nhà ga đang hoạt động với 30 nhà ga nữa đang được xây dựng, với 4 tuyến M1-M4. Ba tuyến khác đang được hoạch địch hay đang xây là M5 (Üsküdar - Çekmeköy) ở bên phần Á Châu; trong khi M7 (Mecidiyeköy - Mahmutbey), và M6 (Levent - Boğaziçi Üniversitesi) bên phần Âu Châu.

## Lịch sử
Tuyến đường rày ngầm đô thị cổ nhất ở Istanbul là Tünel, đi vào hoạt động từ ngày 17 tháng 1 năm 1875. Đây là tuyến đường rày ngầm đô thị cổ thứ nhì thế giới sau London Underground (1863), và là tuyến đường sắt ngầm đô thị đầu tiên ở lục địa châu Âu, tuy nhiên chỉ dài có 573m, nối 2 nhà ga ở khu phố Beyoğlu, ngày nay không thuộc hệ thống tàu điện ngầm Istanbul. Đường tàu điện ngầm đầu tiên với nhiều nhà ga ngầm ở lục địa châu Âu là tuyến 1 của tàu điện ngầm Budapest.

## M1
M1A & M1B
- Yenikapı: (M2) (Marmaray) (İDO)
- Aksaray: (T1)
- Emniyet - Fatih
- Topkapı - Ulubatlı: (T4)
- Bayrampaşa - Maltepe
- Sağmalcılar
- Kocatepe
- Otogar / Coach Station

M1A:
- Terazidere
- Davutpaşa - YTÜ
- Merter: (Metrobüs)
- Zeytinburnu: (T1) (Metrobüs)
- Bakırköy - İncirli
- Bahçelievler: (Metrobüs)
- Ataköy - Şirinevler: (Metrobüs)
- Yenibosna
- DTM - İstanbul Fuar Merkezi / Expo Center
- Atatürk Havalimanı / Airport

M1B:
- Esenler
- Menderes
- Üçyüzlü
- Bağcılar Meydan: (T1)
- Kirazlı: (M3)

## M2
- Hacıosman
- Darüşşafaka
- Atatürk Oto Sanayi
- İTÜ - Ayazağa
- Sanayi Mahallesi,
- 4.Levent
- Levent: (M6)
- Gayrettepe: (Metrobüs)
- Şişli - Mecidiyeköy: (M7) (Metrobüs)
- Osmanbey
- Taksim: (F1) (T2)
- Şişhane: (F2) (T2)
- Haliç / Golden Horn
- Vezneciler: (T1)
- Yenikapı: (İDO) (M1A) (M1B) (Marmaray)

Sanayi Mahallesi:
- Seyrantepe

## M3
- MetroKent / Başakşehir
- Başak Konutları
- Siteler
- Turgut Özal
- İkitelli Sanayi,
- İstoç
- Mahmutbey: (M7)
- Yeni Mahalle
- Kirazlı: (M1B)

İkitelli Sanayi:
- Ziya Gökalp Mahallesi
- Olimpiyat

## M4
- Kadıköy: (T3) (İDO)
- Ayrılık Çeşmesi: (Marmaray)
- Acıbadem
- Ünalan: (Metrobüs)
- Göztepe
- Yenisahra
- Kozyatağı
- Bostancı
- Küçükyalı
- Maltepe
- Huzurevi
- Gülsuyu
- Esenkent
- Hastane - Adliye
- Soğanlık
- Kartal
- Yakacık
- Pendik
- Kaynarca

## M5
- Üsküdar: (Marmaray)
- Fıstıkağacı
- Bağlarbaşı
- Altunizade: (Metrobüs)
- Kısıklı
- Bulgurlu
- Ümraniye
- Çarşı
- Yamanevler
- Çakmak
- Ihlamurkuyu
- Altınşehir
- İmam Hatip
- Dudullu
- Necip Fazıl
- Çekmeköy

## M6
- Levent: (M2)
- Nispetiye
- Etiler
- Boğaziçi Üniversitesi

## M7
- Mecidiyeköy: (M2) (Metrobüs)
- Çağlayan
- Kâğıthane
- Nurtepe
- Alibeyköy
- Yeşilpınar
- Veysel Karani
- Akşemsettin
- Kâzım Karabekir
- Yenimahalle
- Karadeniz Mahallesi: (T4)
- Tekstilkent
- Yüzyıl
- Göztepe
- Mahmutbey: (M3)